# Alija Izetbegović
Alija Izetbegovici (în bosniacă Alija Izetbegović) (n. 8 august 1925, Šamac⁠(d), Republika Srpska, Bosnia și Herțegovina – d. 19 octombrie 2003, Sarajevo, Bosnia și Herțegovina) a fost un politician, jurist și filosof musulman, președinte al Bosniei-Herțegovina între 1990-1992 primul președinte al statului independent Bosnia și Herțegovina între 1992-1996 și membru al Președinției colective a statului Bosnia și Herțegovina între 1996-2000.
Izetbegovici a fost și rămâne o figură controversată, atât în Bosnia, cât și în străinătate pentru rolul său în timpul războiului din Bosnia și pentru opiniile sale, caracterizate adeseori drept o teoretizare a fundamentalismului politic musulman.
S-a născut într-o familie aparținând elitei musulmane din Bosnia, aflate în declin, în orașul Bosanski Șamaț (Bosanski Šamac). În anul 1927, familia s-a mutat la Sarajevo, unde din 1954 Alija Izetbegovici a studiat dreptul.